# Burman University
Burman University, till 2015 Canadian University College, är ett universitet i Kanada. Det ligger i provinsen Alberta, i den centrala delen av landet, 2 900 km väster om huvudstaden Ottawa. 